# Coses de l'oncle!
Cosas del Oncle! (Coses de l'oncle!, en català normatiu) és una peça teatral (Joguina en un acte, en vers i en català del que ara es parla), original de Frederic Soler, estrenada al Teatre de l'Odèon de Barcelona el dia 17 d'octubre de 1866.
L'escena representa un jardí d'una torre del Putxet.

## Repartiment de l'estrena
- Albina: Carlota de Mena.[2]
- Don Pau: Lleó Fontova
- Don Pep: Ferran Puiguriguer
- Don Lluís: Josep Clucellas
- Don Pelai: Joan Bertran
- Gasparó: Joaquim Bigorria

## Edicions
- 3ª ed.: Llibreria Espanyola de López, editor. Barcelona s.a.